# Pristiphora abietina
Pristiphora abietina är en stekelart som beskrevs av Christ 1791. Pristiphora abietina ingår i släktet Pristiphora, och familjen bladsteklar. Det är osäkert om arten förekommer i Sverige.